# Рено, Михаил Александрович
Барон Михаи́л Алекса́ндрович Рено́ (22 марта 1862 — 10 февраля 1932) — русский офицер и общественный деятель, член III Государственной думы от Одессы, крупный землевладелец Херсонской губернии.

## Биография

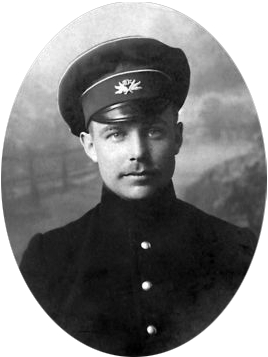
В реальном училище.

Православный. Из потомственных дворян Херсонской губернии. Землевладелец той же губернии (7229 десятин, родовое имение — Корениха), домовладелец (два дома в Николаеве, один — на Большой Морской, 18). Также владел дачей в Одессе на Французском бульваре.
Сын отставного корнета барона Александра Осиповича Рено (?—1896) и Ольги Леопольдовны Чарномской. Иван Петрович Рено, прадед Михаила Александровича, переселился в Одессу в первые годы после основания города.
Окончил Александровское реальное училище в Николаеве (1879) и Михайловское артиллерийское училище (1881), выпущен офицером. Служил в артиллерии, вышел в отставку в чине штабс-капитана.
Выйдя в отставку, посвятил себя общественной деятельности. Избирался гласным Одесской городской думы, Одесского уездного и Херсонского губернского земских собраний, почетным мировым судьей, председателем Одесской уездной земской управы, одесским уездным предводителем дворянства (1900—1917). Состоял председателем городского кредитного общества. Дослужился до чина действительного статского советника (1911).
5 сентября 1910 был избран в члены Государственной думы от Одессы 1-м съездом городских избирателей. Входил в русскую национальную фракцию, затем — в группу независимых националистов П. Н. Крупенского. Состоял членом комиссий: финансовой, по Наказу и об упорядочении вывозной хлебной торговли за границу.
В годы Гражданской войны оставался в Одессе, а после поражения Белых армий эмигрировал в Югославию.
Скончался в 1932 году в Паличе. Был женат на Елене Федоровне Артюховой (р. 1864), дочери контр-адмирала Фёдора Фёдоровича Артюкова (Артюхова).

## Награды
- Орден Святой Анны 2-й ст. (1907)
- Орден Святого Владимира 3-й ст. (1913)
- Высочайшая благодарность (1915)
- Орден Святого Станислава 1-й ст. (1915)
- Медаль «В память царствования императора Александра III»
- Медаль «В память коронации Императора Николая II»
- Медаль Красного Креста «В память русско-японской войны 1904—1905 гг.»
- Медаль «В память 200-летия Полтавской битвы»
- Медаль «В память 100-летия Отечественной войны 1812 г.»
- Медаль «В память 300-летия царствования дома Романовых»